# Friederike Mayröcker
Friederike Mayröcker (Viena, 20 de desembre de 1924 - Viena, 4 de juny de 2021) va ser una poeta austríaca.
Va començar a escriure als quinze anys. El 1946 va publicar els seus primers treballs al diari Plan. Des de 1946 fins a 1969 Mayröcker va treballar com a mestra d'anglès a diverses escoles públiques de Viena. El 1969 va deixar la seva feina com a mestra i el 1977 es va prejubilar.
Mayröcker és reconeguda com una de les poetes austríaques contemporànies més destacades, i un dels grans noms de la literatura en alemany. També va tenir èxit amb obres per a la ràdio. Quatre d'elles les va escriure al costat d'Ernst Jandl, amb qui va viure des de 1954 fins a la seva mort l'any 2000.

## Obra
- Gesammelte Prosa 1949–2001 ed. by Klaus Reichert, 5 volumes, Frankfurt/Main 2001 ISBN 3-518-41299-X
- Magische Blätter I-V (magic pages I-V), Frankfurt/Main 2001 ISBN 3-518-41301-5
- Requiem für Ernst Jandl, Frankfurt/Main 2001 ISBN 3-518-41216-7
- Mein Arbeitstirol – Gedichte 1996–2001, Frankfurt/Main 2003 ISBN 3-518-41393-7
- Die kommunizierenden Gefäße, Frankfurt/Main 2003 ISBN 3-518-12444-7
- Sinclair Sofokles der Baby-Saurier, amb il·lustracions d'Angelika Kaufmann, St. Pölten 2004 ISBN 978-3-85326-287-0
- Gesammelte Gedichte 1939–2003 ed. per Marcel Beyer, Frankfurt/Main 2005 ISBN 3-518-41631-6
- Und ich schüttelte einen Liebling, Frankfurt/Main 2005 ISBN 3-518-41709-6
- fleurs, Suhrkamp, Berlin 2016, ISBN 978-3-518-42520-6
- Pathos und Schwalbe, Suhrkamp, Berlin 2018, ISBN 978-3-518-22504-2

### Obres per ràdio
- Die Umarmung, nach Picasso
- Repetitionen, nach Max Ernst
- Schubertnotizen oder das unbestechliche Muster der Ekstase
- Arie auf tönernen Füßen c
- Das zu Sehende, das zu Hörendec
- Die Kantate oder, Gottes Augenstern bist Du

amb Ernst Jandl:
- Der Gigant
- Gemeinsame Kindheit
- Five Man Humanity / Fünf Mann Menschen
- Spaltungen

### Libretto
- Stretta, Music by Wolfram Wagner. World premiere at Sirene Opera, Vienna 2004